# Bukit Payung
Bukit Payung is een bestuurslaag in het regentschap Kampar van de provincie Riau, Indonesië. Bukit Payung telt 2513 inwoners (volkstelling 2010).